# Liste des Grands Maîtres de l'Ordre de Santiago
 (juin 2022).
 (juin 2022).
Si vous disposez d'ouvrages ou d'articles de référence ou si vous connaissez des sites web de qualité traitant du thème abordé ici, merci de compléter l'article en donnant les références utiles à sa vérifiabilité et en les liant à la section « Notes et références ».

Croix de saint Jacques, emblème de l'Ordre.

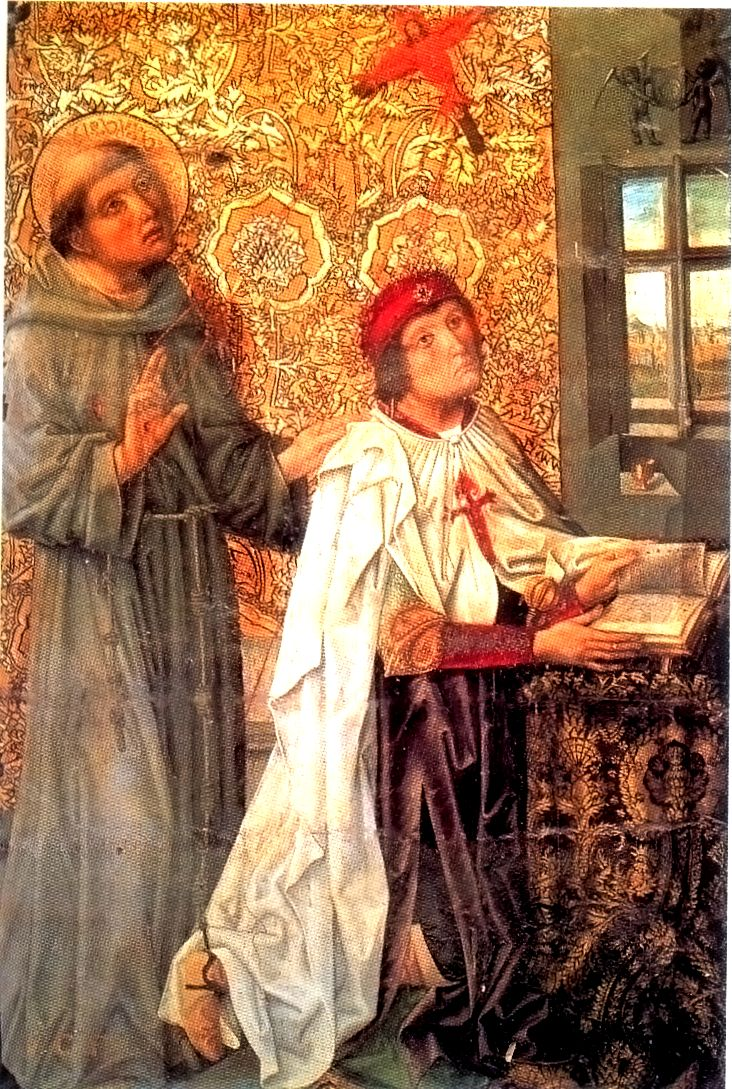
Don Álvaro de Luna avec le manteau de l'Ordre et la Croix de saint Jacques sur la poitrine, d'après le retable du maestro de los Luna dans la chapelle de Santiago de la cathédrale de Tolède. Il a été Grand Maître de l'Ordre de 1445 à 1453.

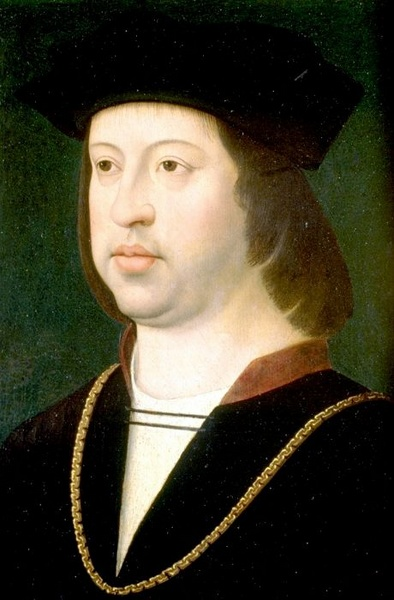
Ferdinand le Catholique, administrateur de l'Ordre de 1476 à 1477.

Après la mort du Grand Maître Alonso de Cárdenas en 1493, les Rois Catholiques ont incorporé l'Ordre à la Couronne d'Espagne et le Pape Adrien VI a uni définitivement le Magistère de Santiago à la Couronne en 1523.
La 1ère République espagnole a supprimé l'Ordre en 1873 et il a été réduit à une institution noble à caractère honorifique régie par un Conseil Supérieur dépendant du Ministère de la Guerre, qui à son tour a été éteint après la proclamation de la 2nde République en 1931.
L'Ordre de Santiago, ainsi que ceux de Calatrava, d'Alcántara et de Montesa, a été rétabli comme association civile sous le règne de Juan Carlos Ier en tant qu'organisation nobiliaire honoraire et religieuse et le demeure aujourd'hui.

## Maîtres de l'Ordre de Santiago
1. Pedro Fernández de Castro Potestad (1170-1184)
2. Fernando Díaz (1184-1186)
3. Sancho Fernández de Lemos (1186-1195). Mort lors de la bataille d'Alarcos.
4. Gonzalo Rodríguez (1195-1203)
5. Gonzalo Ordóñez (1203-1204)
6. Suero Rodríguez (1204-1205)
7. Sancho Rodríguez (1205-1206)
8. Fernando González de Marañón (1206-1210)
9. Pedro Arias (1210-1212). Mort dans la bataille de Las Navas de Tolosa.
10. García González de Arauzo (1212-1217)
11. Martín Peláez Barragán (1217-1221)
12. García González de Candamo (mars 1222-mars 1224)
13. Fernán Pérez Chacín (1224-1225)
14. Pedro Alfonso de León (1225-1226). On pense qu'il est le fils illégitime d'Alphonse IX de León[a 1].
15. Pedro González Mengo (1226-1237)
16. Rodrigo Íñiguez (ou Yáñez) (1237-1242)
17. Pelayo Pérez Correa (1242-1275)
18. Gonzalo Ruiz Girón (1275-1280). Il est mort des suites de blessures reçues lors du désastre de Moclín.
19. Pedro Núñes (1280-1286)
20. Gonzalo Martel (1286)
21. Pedro Fernández Mata (1286-1293)
22. Juan Osórez (1293-1311)
23. Diego Muñiz (1311-1318)
24. García Fernández (1318-1327)
25. Vasco Rodríguez de Coronado (1327-1338)
26. Vasco López (1338)
27. Alonso Meléndez de Guzmán (1338-1342)
28. Fadrique Alfonso de Castille (1342-1358)
29. García Álvarez de Toledo (1359-1366)
30. Gonzalo Mexía de Virués (1366-1371)
31. Fernando Osórez (1371-1383)
32. Pedro Fernández Cabeza de Vaca (1383-1384). Tué lors du siège de Lisbonne.
33. Rodrigo González Mejía (1384). Son élection n'était pas canonique. Mort au siège de Lisbonne.
34. Fernando Alfonso de Valencia (1384). Il fut élu maître à la mort du précédent[2], mais il mourut peu après lors du siège de Lisbonne[3].
35. Pedro Muñiz de Godoy (1384-1385). Tué à la bataille de Valverde.
36. García Fernández de Villagarcía (1385-1387).
37. Lorenzo Suárez de Figueroa (1387-1409).
38. Henri d'Aragon (1409-1445)
39. Álvaro de Luna (1445-1453)
40. Jean II (1453) Administrateur
41. Henri IV de Castille (1453-1462) Administrateur
42. Beltrán de la Cueva (1462-1463)
43. Alphonse de Castille (1463-1467)
44. Juan Pacheco (1467-1474)
45. Alonso de Cárdenas (1474-1476 à León) (première fois)
46. Rodrigo Manrique (1474-1476 en Castille)
47. Ferdinand le Catholique (1476-1477) Administrateur
48. Alonso de Cárdenas (1477-1493) (deuxième fois)
49. Rois catholiques (1493-...) Administrateurs. Incorporation définitive à la couronne d'Espagne sous le règne de Charles Ier.